# Secrets of the Night

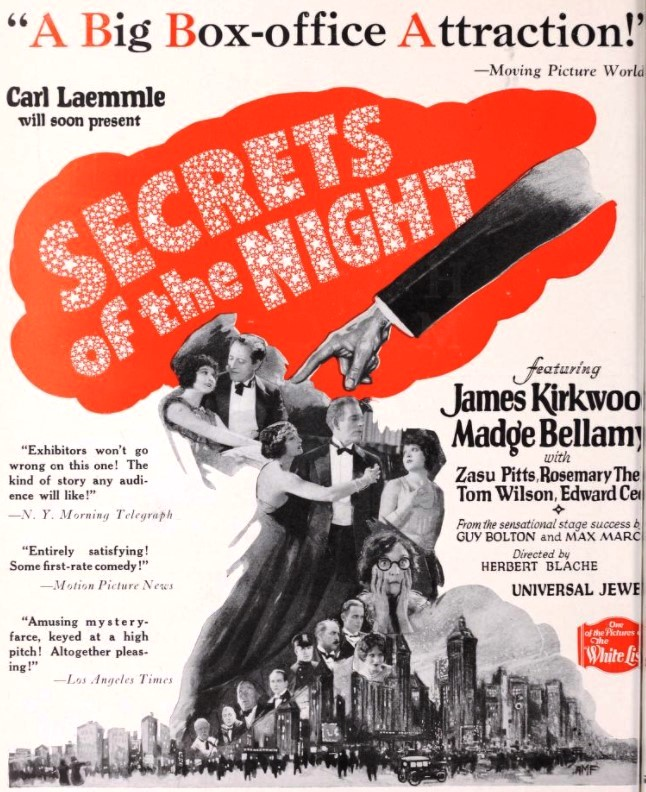
Annonce pour le film dans The Moving Picture World.

Secrets of the Night est un film américain réalisé par Herbert Blaché, sorti en 1924.

## Synopsis
Robert Andrews, directeur d'une banque, invite l'inspecteur qui le contrôle et plusieurs directeurs à une fête chez lui, afin d'empêcher l'examen de ses comptes et la découverte d'un trou dans sa trésorerie. Andrews se dispute avec le jeune Hammond, amoureux de sa pupille, Anne Maynard, et avec Lester Knowles, jaloux de l'amitié qui unit Andrews à sa femme Margaret. Andrews compte sur l'argent de son assurance pour couvrir le déficit. Peu après, il est apparemment tué dans la chambre de Mme Knowles à la suite d'une série d'événements mystérieux. L'inspecteur et la police découvrent que presque tout le monde a un mobile pour se débarrasser de lui, et les soupçons se portent dans de multiples directions. L'inspecteur demande alors : « Y a-t-il quelqu'un dans cette foule qui n'avait pas de raison de tuer Andrews ? ». On découvre alors qu'Andrew est toujours en vie.

## Fiche technique
- Réalisation : Herbert Blaché
- Scénario : Edward J. Montagne
- Photographie : Gilbert Warrenton
- Production : Universal Pictures
- Distributeur : Universal Pictures
- Durée : 64 minutes (7 bobines)
- Date de sortie : 11 décembre 1924

## Distribution
- James Kirkwood : Robert Andrews
- Madge Bellamy : Anne Maynard
- Zasu Pitts : Celia Stebbins
- Rosemary Theby : Margaret Knowles

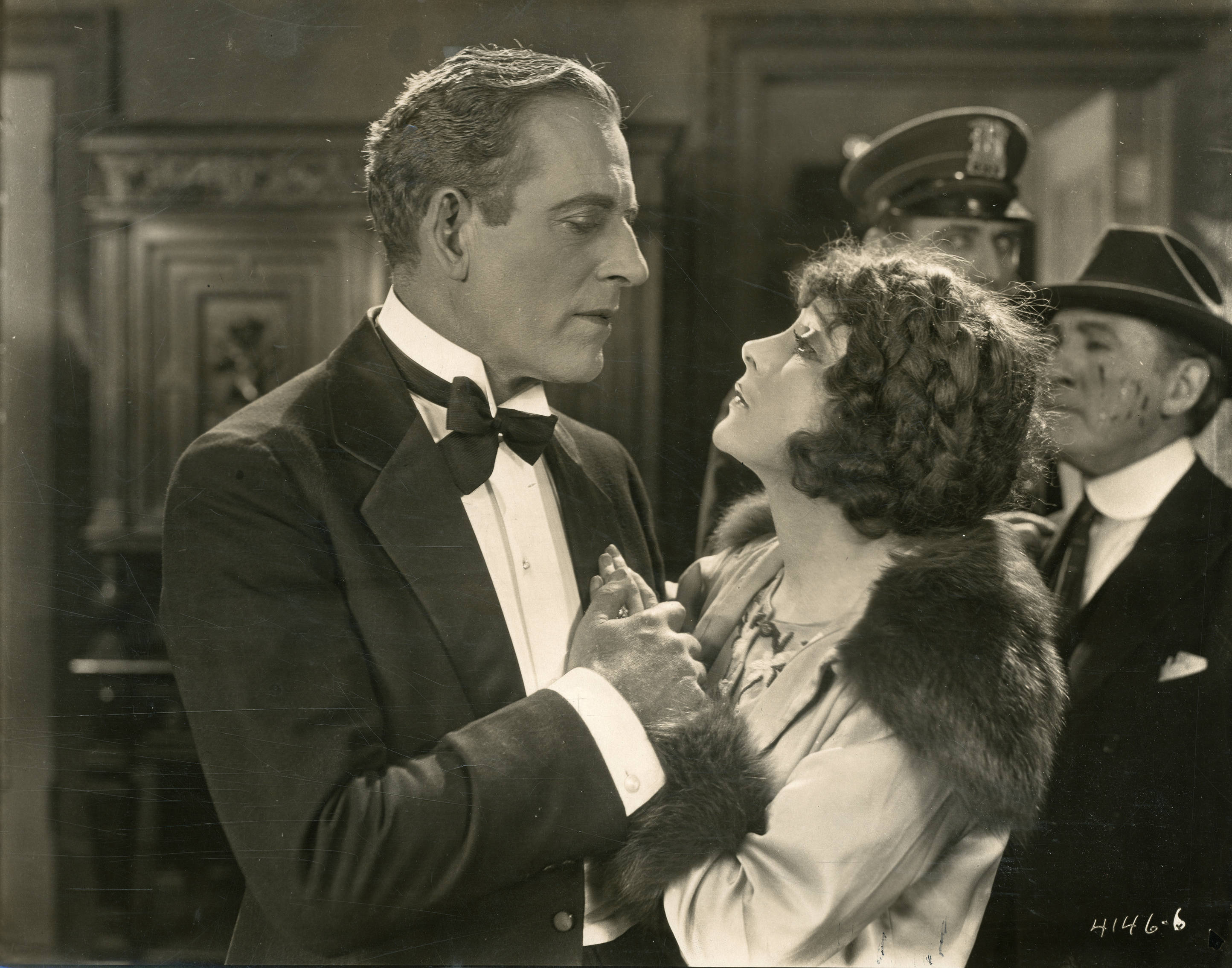
James Kirkwood et Madge Bellamy.

- Tom Wilson : Thomas Jefferson White
- Tom Ricketts : Jerry Hammond
- Arthur Stuart Hull : Lester Knowles
- Tom Guise : Colonel James Constance
- Edward Cecil : Alfred Austin
- Frederick Cole : Freddy Hammond
- Joseph Singleton : Charles
- Otto Hoffman : Coroner
- Anton Vaverka : Joshua Brown
- Tyrone Brereton : le frère d'Anne
- Bull Montana : le tueur
- Arthur Thalasso : Détective Reardon

## Production
Conformément à la pratique de l'époque, le rôle comique de Thomas Jefferson White est joué par Tom Wilson maquillé en blackface. L'utilisation d'acteurs blancs pour jouer des rôles de noirs dans les films d'Hollywood n'a commencé à décliner qu'à la fin des années 1930, et est à présent considéré comme hautement méprisant, irrespectueux et raciste.